# Пруф (нумизматика)

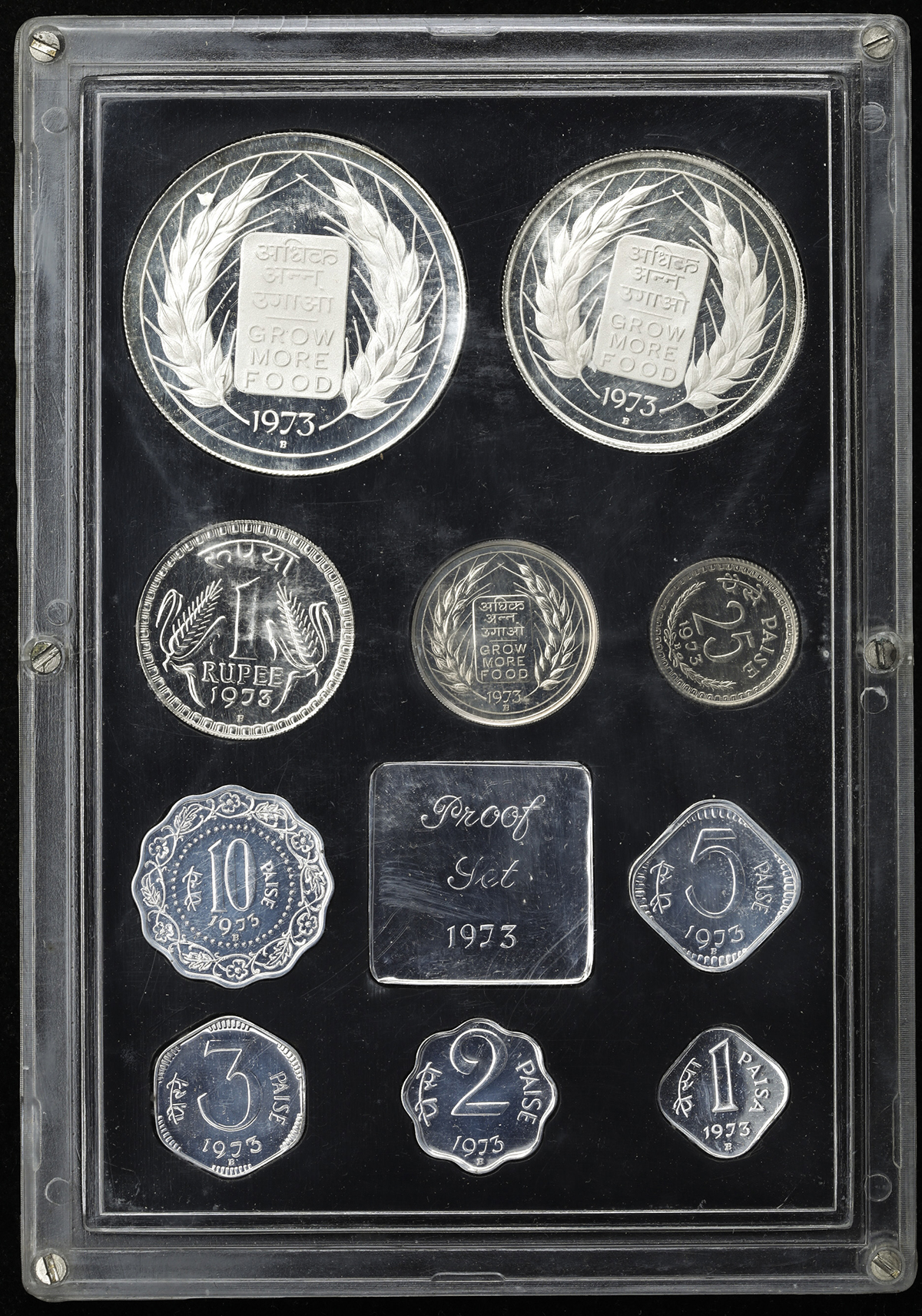
Набор индийских монет пруф 1973 года. Представлены мельхиоровые и алюминиевые монеты.

Пруф (англ. Proof) — технология чеканки монет и медалей улучшенного качества. Главным и основным отличительным признаком монет, чеканенных по технологии пруф, является ровное зеркальное поле и контрастирующий с ним матовый рельеф монеты или медали. Первые монеты, отчеканенные по технологии пруф, появились в Англии.

## История

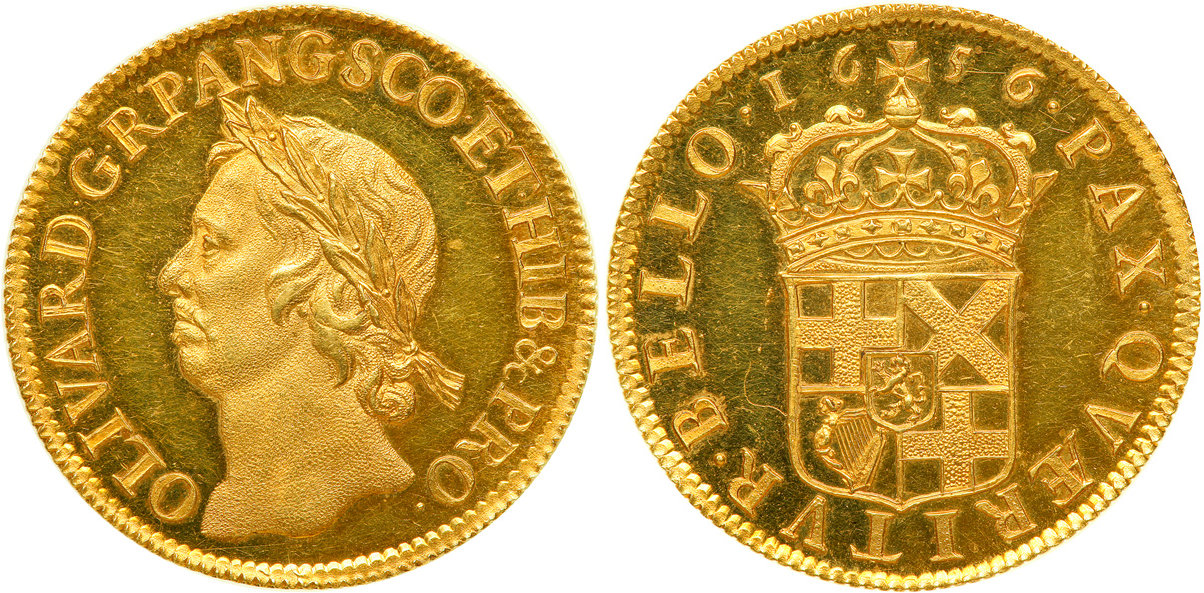
Броуд 1656 года

Изначально первые монеты, которые назывались пруф, являлись монетами, отчеканенными первыми ударами (англ. first strike) обычных штемпелей. Для большего контраста между полем и рельефом монеты штемпеля травились в кислоте, после чего полировались; в результате рельеф монеты получался матовым, а поле — зеркальным. Отчеканенные таким способом монеты получались чрезвычайно красивыми, поскольку были изготовлены ещё не изношенными штемпелями, поэтому первые пруфы представляли монархам как сувениры. Монаршим особам было также понятно, что если отчеканить несколько таких пруфов, то они послужили бы хорошим средством пропаганды технологического превосходства их государства, посему монархи получали некоторое количество таких специально изготовленных монет и одаривали ими своих приближённых, а также членов иностранных миссий и монархов других государств. По схожим причинам ранее изготавливались монеты двойного веса, так называемые пьедфорты.
Считается, что первыми пруфами являются броуд (20 шиллингов), отчеканенный в 1656 году, и крона 1658 года с портретом Оливера Кромвеля. На этих монетах можно впервые увидеть контраст между полем и рельефом монеты. Впрочем, эти монеты в реальное денежное обращение так и не поступили, и не являются пруфом в том смысле, который мы вкладываем в это понятие сейчас. К тому же, на кроне Кромвеля явно видна трещина штемпеля, что для современного пруфа недопустимо.
Во времена Карла II Англия одной из первых стала переходить с ручного на машинный чекан. В то же время стали выпускаться монеты специального чекана номиналом в один пенни и два, три и четыре пенса, так называемые «маунди мани», которые король раздаривал народу в Великий четверг. Тогда же всё чаще стали проводиться эксперименты для улучшения качества выпускавшихся монетным двором монет.
В XVIII веке эксперименты набирали всё большие обороты, всё больше монет стали выпускать с полированным полем, а также с хорошим прочеканом из-за возросшей мощности монетных станов (прессов).
Во второй половине XVIII века английский промышленник Мэтью Болтон совместно с известным изобретателем Джеймсом Уаттом основывает монетное производство. Благодаря мощному паровому двигателю, изобретённому Уаттом, их предприятие имеет ряд преимуществ перед Королевским монетным двором и в 1786 году они выиграли первый подряд на производство 100 тонн монет для одной из британских колоний. В то время в Великобритании ощущался резкий дефицит разменной медной монеты, посему многие частные компании стали заказывать изготовление своих собственных жетонов (токенов) с номиналами пенни и полпенни, большая часть заказов выполнялась как раз основанным в Сохо монетным двором Болтона. Главным изобретением, благодаря которому стала возможна чеканка монет по технологии пруф, какой мы знаем её сейчас, стало изобретение Болтоном специального кольца, в котором чеканилась монета. Благодаря кольцу монетная заготовка при чеканке оставалась неподвижной, что позволяло чеканить монеты с прекрасной центровкой и благодаря чему появилась возможность нанесения второго удара штемпеля по заготовке. Второй удар позволяет добиться почти 100%-го заполнения металлом заготовки деталей штемпелей. Новые возможности сразу же были использованы для чеканки «образцовых» (рекламных) экземпляров.
Несмотря на новые технологии, монеты, отчеканенные по технологии пруф, чеканятся малыми тиражами для всё тех же рекламных и представительских целей, в реальном денежном обращении монеты не участвуют. Со второй половины XIX века пруф получает новый виток в развитии. Достаточно большими тиражами начинают изготавливаться памятные монеты. Технология пруф постоянно развивается, многие монетные дворы мира стали чеканить пруфы специально для коллекционеров.

## Признаки
Основными признаками пруфа является ровное зеркальное поле монеты и контрастирующий с ним матовый рельеф монеты. Буквы надписей на монете соединяются с полем под углом в 90°, что очень важно и почти не встречается из-за износа штемпеля на монетах обычного чекана. Поскольку заготовка полировалась полностью, то следы полировки видны также и на гурте. На многих пруфах возле буртика монеты из-за сильных двух или более ударов штемпеля образуется проволочный ободок. Обязательным условием для чеканки пруфа являются два или более ударов по заготовке. Следует помнить, что из каждого правила есть свои исключения и какой-то из признаков может отсутствовать.

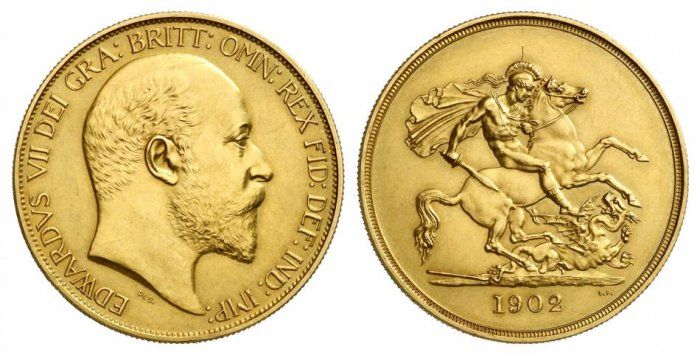
5 фунтов 1902 года, матовый пруф

Существуют также разновидности пруфа, к которым следует относить и так называемый матовый пруф (англ. matte proof). Впервые матовый пруф появился в Англии в 1902 году, когда был отчеканен специальный набор из одиннадцати монет номиналом от пенни до 5 фунтов к коронации короля Эдуарда VII. Матовый пруф отличается от обычного только тем, что после травления кислотой штемпель не полируется и, соответственно, поле монеты не зеркальное, а матовое, остальные условия, к примеру, двойной или более удар, соблюдены.
Реверс-пруф (антипруф) — это разновидность пруфа, в которой соблюдены все правила изготовления пруфа, но зеркальное поле и матовый рельеф заменены на матовое поле и зеркальный рельеф.

## Пруф-лайк
Пруф-лайк (англ. proof-like), то есть похожий на пруф, в настоящее время так, как правило, называют монеты, похожие на пруф, но при изготовлении которых какое-либо условие, обязательное для пруфа, не соблюдено. Как правило, эти монеты имеют зеркальное поле и матовый рельеф, но изготовитель не обладает мощным прессом для нанесения двух или более сильных ударов по монетной заготовке. К примеру, российские монетные дворы Гознака, Санкт-Петербургский и Московский для чеканки пруфа используют 600-тонные прессы, мощности которых хватает лишь для чеканки монет весом до 169 граммов, монеты весом от килограмма получают термин пруф-лайк. Чеканка монет качеством пруф-лайк значительно дешевле пруфа и доступна многим небольшим компаниям по производству медалей и жетонов, также в пруф-лайке монеты чеканят многие монетные дворы стран мира.

Шиллинг с юбилейным портретом королевы Виктории, реверс которого отчеканен штемпелем, использовавшимся ранее для чеканки пруфа, а аверс — обычным

Коллекционеры термином «пруф-лайк» также называют некоторые монеты для обращения, похожие на пруф, отчеканенные до первой половины XX века. Причиной появления таких похожих на пруф монет для обращения является передача, в целях экономии, на монетном дворе пруфовых штемпелей на обычное монетное производство. В Великобритании пруфовые штемпели распаровывались, и получались монеты, где одной из сторон была пруф, оборотная же — обычная, эти монеты также являются пруф-лайком. Кроме рельефа худшего качества, основным отличием от пруфа служит неполированный гурт у пруф-лайка.
В русской нумизматике термин пруф-лайк применяется также к ходячим монетам XIX века, при чеканке которых применялись полированные штемпели, также эти монеты иногда называют «полир».

## Правила обращения с пруфом
К работе с монетами, отчеканенными по технологии пруф, следует подходить с особой осторожностью: одно неверное движение — и монета может потерять всю свою нумизматическую ценность и стоимость монеты может снизиться до стоимости металла, из которого она отчеканена. Неопытным коллекционерам не стоит даже открывать и доставать монету из специальной капсулы, куда помещают изготовители современный пруф. Правильно держать пруф можно только за гурт и, желательно, в специальных нумизматических хлопковых перчатках (собственно, так следует обращаться с любой коллекционной монетой). Ни в коем случае нельзя дотрагиваться пальцами до зеркального поля монеты: потожировые следы от пальцев бесследно смыть не получится даже у профессионалов. Пыль с зеркального поля монеты можно аккуратно убрать специальной кисточкой с беличьим мехом.